# Vjekoslav Janković
Vjekoslav Janković (Vrbanja, 12. ožujka 1969.) je hrvatski kazališni, televizijski i filmski glumac.

## Filmografija

### Televizijske uloge
- "Šutnja" kao Matejev kolega / policajac Vjeko (2021. – 2023.)
- "Pogrešan čovjek" kao gospodin Matković (2018.)
- "Ponos Ratkajevih" kao Ivan Bijelić (2007. – 2008.)
- "Zabranjena ljubav" kao Sebastijan Vidušić (2004. – 2005.)

### Filmske uloge
- "Adam" kao Burić (2020.)
- "Poštarica Ruža" kao poštar #2 (2016.)
- "Max Schmeling" kao pomoćnik V. Tschammera (2010.)
- "Serafin, svjetioničarev sin" kao Serafin Skoko (2002.)
- "Chico" kao Zagi (2001.)
- "Anđele moj dragi" kao Vjeko (1996.)

### Ostalo
- "Poštarica Ruža" - redatelj (2016.)

## Vanjske poveznice
- Vjekoslav Janković u internetskoj bazi filmova IMDb-u (engl.)
- Stranica na HNK-Osijek.hr  Arhivirana inačica izvorne stranice od 12. lipnja 2007. (Wayback Machine)